# Воловецький район
Волове́цький райо́н — колишній район у північній гірській частині Закарпаття. Площа — 544 км². Населення — 23,9 тис. осіб. 98,9 % жителів — українці,  1,1% — національні меншини. Районний центр смт Воловець. Ліквідований у липні 2020 року, у зв'язку з проведенням адміністративно-територіальної реформи та включений до складу новоутвореного укрупненого Мукачівського району, до якого також увійшли частини колишніх Мукачівського та Свалявського районів Закарпатської області.

## Географія
Межував зі Сколівським районом та Турківським районом Львівщини, Великоберезнянським, Свалявським, Перечинським та Міжгірським районами Закарпатської області.
Бідність гірської Воловеччини на продуктивні земельні ресурси компенсується природними багатствами. Це листяно-хвойні ліси, в яких зростають переважно смерека і ялиця, бук, ясен і явір. Урочище Росішний, що у Нижньоволовецькому лісництві, багате буковими пралісами. Гірські хребти від Пашківців аж до Високого Каменя — це флористичний заказник «Пікуй», де під охороною багато цінних рідкісних рослин, у тому числі лікарських. Пам'ятка природи, Високий Камінь, славиться тим, що його крутосхили — найвищий у Карпатах ареал вростання дуба скельного і сосни чорної. Трапляються у Верховинських лісах і такі релікти, як тис ягідний, кедр, дуб, бук і ін. Багаті рідкісними цілющими травами, зокрема: арнікою гірською, альпійські луки, конвалією, білоцвітом весняним, підсніжником — лісові масиви; пізноцвітом осіннім і шафраном весняним — долини. Серед багаторічних трав трапляються дивоквіти — гладіолуси дикі. Ці і ряд інших рослин занесені до Червоної Книги і охороняються законом.

### Клімат
Клімат Воловеччини помірно континентальний, однак суворіший ніж у низовинних районах. Весна починається тут пізніше, а зима — раніше на 2—3 тижні. Заморозки тривають до перших днів травня. Зима настає у другій половині листопада, сніг випадає у другій половині грудня. Якщо в низинах Закарпаття сніговий покрив нестійкий, глибина його 30—40 см, то на території Воловеччини він набагато глибший і стійкіший, в горах нерідко до 2 метрів, а танення починається у березні-квітні. Морози сягають інколи нижче −30°С. В ущелинах високогір'я латки снігу біліють інколи й до середини літа.
Багата Воловеччина дарами природи — малиною, суницею, чорницею, ожиною, лісовим горіхом, грибами, іншими плодами.

### Гідрографія
Всі річки Воловеччини — притоки Латориці, що бере початок на південних схилах Верховинського Вододільного хребта, з-під Верецького перевалу. Вона дала назву селу Латірка, що розкинулося по обидва береги її русла, яке з плином набирає повноводності. До неї вливаються річечки Башта, Славка, що протікають через Верхні Ворота, Верб'яж, Гукливий, Воловець, а також інші водойми, що беруть початок у верхів'ях гір, найбільша з яких — річка Жденівка. Вони мають стрімку течію, круті береги, нещирокі долини.
На Воловеччині є 7 мінеральних джерел. Найвідоміше з них в урочищі Занька. Тривалий час тут працювали купальні, утримувані лісокомбінатом.

### Тваринний світ
Окрасою і багатством лісів є благородні олені і козулі, ведмеді і лисиці, куниці і білки. Живуть тут дикі свині, рисі, вовки. Щебече у верхів'ях дерев різноманітне птаство. У малодоступних урочищах любителям природи інколи таланить зустріти чорних лелек.
Із риб, що живуть у гірських річках, є пструг річковий і райдужний. За межами району й області відомий форелевий заказник «Оса» у форелевим інкубатором, який упродовж десятка літ зарибнює водні артерії Воловеччини і продає мальків багатьом природопримножуючим організаціям.

## Історія
Воловеччина є частиною етнографічного району Бойківщини, однієї із трьох відомих історико-етнографічних груп українських Карпат — гуцулів, бойків, лемків, що мають істотну відмінність у побуті, звичаях, обрядах і матеріальній культурі. Проте східна частина району заселена лемківським субетносом. Таки чином через Воловеччину проходить межа між двома етнографічними групами українців: лемками і бойками.
Воловеччина з райцентром у Воловці стала районом у 1946 році. 1962 року, у зв'язку з укрупненням адміністративних одиниць у СРСР, Воловеччину було віднесено до Свалявського району. Указом Верховної Ради УРСР від 4 січня 1965 року, коли всі 13 районів Закарпаття було відновлено, Воловеччині також повернуто статус району.

## Адміністративний устрій
Адміністративно-територіально район поділяється на 2 селищні ради і 13 сільських рад, які об'єднують 26 населених пунктів та підпорядковані Воловецькій районній раді. Адміністративний центр — смт Воловець.

## Економіка

### Туризм
Краса верховин, цілющість гірського повітря і нині слугують індустрії туризму. Лікувально-оздоровчі комплекси «Плай» у Воловці, «Форель» — у Жденієві, «Пікуй» — у Біласовиці, туристична база «Думка» та пансіонат «Смерічка» у селі Гукливий та готель «Плай» в смт Воловець одночасно можуть прийняти понад 650 відпочиваючих. Вже понад десяток літ основний контингент приїжджих на оздоровлення — це жителі регіону, ураженого радіацією чорнобильського лиха.
Відпочиваючих, а також спортсменів приваблюють у «засніжені гори» які оснащені канатно-буксирувальними підйомниками на схилах біля ЛОК «Форель» у Жденієві, ЛОК «Пікуй» у Біласовиці та поблизу села Подобовець Міжгірського району.

## Транспорт
Районом проходить низка важливих автошляхів, серед них E50 та E471.

## Населення
Динаміка чисельності населення
- 1970 — 24049
- 1979 — 26271
- 1989 — 27561
- 2001 — 25336
- 2014 — 24334
- 2015 — 24447

Розподіл населення за віком та статтю (2001):
| Стать | Всього | До 15 років | 15-24 | 25-44 | 45-64 | 65-85 | Понад 85 |
| --- | ------ | ----------- | ----- | ----- | ----- | ----- | -------- |
| Чоловіки | 12 414 | 2570        | 1924  | 3814  | 2807  | 1257  | 42       |
| Жінки | 13 060 | 2517        | 1750  | 3667  | 2970  | 2072  | 84       |
| \| Статево-вікова піраміда \| Статево-вікова піраміда \| Статево-вікова піраміда \| \| ----------------------- \| ----------------------- \| ----------------------- \| \| Чоловіки \| Вік \| Жінки \| \| 42 \| 85 + \| 84 \| \| 77 \| 80-84 \| 170 \| \| 260 \| 75-79 \| 448 \| \| 405 \| 70-74 \| 696 \| \| 515 \| 65-69 \| 758 \| \| 522 \| 60-64 \| 744 \| \| 499 \| 55-59 \| 548 \| \| 798 \| 50-54 \| 787 \| \| 988 \| 45-49 \| 891 \| \| 1010 \| 40-44 \| 1061 \| \| 903 \| 35-39 \| 868 \| \| 929 \| 30-34 \| 824 \| \| 972 \| 25-29 \| 914 \| \| 1014 \| 20-24 \| 903 \| \| 910 \| 15-20 \| 847 \| \| 966 \| 10-14 \| 1001 \| \| 876 \| 5-9 \| 809 \| \| 728 \| 0-4 \| 707 \| |        |             |       |       |       |       |          |
| Статево-вікова піраміда |        |             |       |       |       |       |          |
| Чоловіки | Вік    | Жінки       |       |       |       |       |          |
| 42 | 85 +   | 84          |       |       |       |       |          |
| 77 | 80-84  | 170         |       |       |       |       |          |
| 260 | 75-79  | 448         |       |       |       |       |          |
| 405 | 70-74  | 696         |       |       |       |       |          |
| 515 | 65-69  | 758         |       |       |       |       |          |
| 522 | 60-64  | 744         |       |       |       |       |          |
| 499 | 55-59  | 548         |       |       |       |       |          |
| 798 | 50-54  | 787         |       |       |       |       |          |
| 988 | 45-49  | 891         |       |       |       |       |          |
| 1010 | 40-44  | 1061        |       |       |       |       |          |
| 903 | 35-39  | 868         |       |       |       |       |          |
| 929 | 30-34  | 824         |       |       |       |       |          |
| 972 | 25-29  | 914         |       |       |       |       |          |
| 1014 | 20-24  | 903         |       |       |       |       |          |
| 910 | 15-20  | 847         |       |       |       |       |          |
| 966 | 10-14  | 1001        |       |       |       |       |          |
| 876 | 5-9    | 809         |       |       |       |       |          |
| 728 | 0-4    | 707         |       |       |       |       |          |

Національний склад населення району за переписом 2001 року
| національність | чисельність | частка |
| -------------- | ----------- | ------ |
| українці       | 25182       | 98,9 % |
| росіяни        | 165         | 0,6 %  |
| угорці         | 25          | 0,1 %  |
| словаки        | 25          | 0,1 %  |
| німці          | 22          | 0,1 %  |
| білоруси       | 17          | 0,1 %  |

## Політика
25 травня 2014 року відбулися Президентські вибори України. У межах Воловецького району було створено 27 виборчих дільниць. Явка на виборах складала — 64,02 % (проголосували 12 478 із 19 490 виборців). Найбільшу кількість голосів отримав Петро Порошенко — 59,10 % (7 374 виборців); Юлія Тимошенко — 15,07 % (1 881 виборців), Олег Ляшко — 9,34 % (1 166 виборців), Анатолій Гриценко — 4,33 % (540 виборців). Решта кандидатів набрали меншу кількість голосів. Кількість недійсних або зіпсованих бюлетенів — 1,62 %.

## Відомі люди
Верховинський край багатий талановитими, діяльними особистостями, які прославились у літературі, мистецтві, суспільно-політичному житті. Це письменники Лука Дем'ян з с. Верхні Ворота, Олекса Улинець з с. Тишів, Василь Щерицький — депутат Чехословацького парламенту 20—30 рр. із с. Лази, Василь Пагиря із с. Щербовець, Федір Могіш та Марія Ігнатишин із с. Скотарського, поетеса Софія Малильо та Грига Іван — депутат сейму Карпатської України з Верхніх Воріт. Далеко відомі за межами Воловеччини співачка Віра Баганич із смт Воловець, Заслужений артист Білорусі Юрій Павлишин, академік Георгій Калитич з Біласовиці; ректор УжНУ, академік Володимир Сливка із Тишова; генерал-лейтенант міліції Іван Мотринець. У Воловці виросли і отримали путівки в життя Антон Антонович Лявинець, доктор медичних наук, професор, очолює Міжнародний центр реабілітації важкохворих дітей в м. Будапешт і Іван Антонович Лявинець — єпископ греко-католицької церкви Чеської Республіки. Двічі головою районної державної адміністрації працював Василь Ковбаско.